# Cerithiella producta
Cerithiella producta är en snäckart som beskrevs av Dall 1927. Cerithiella producta ingår i släktet Cerithiella och familjen Cerithiidae. Inga underarter finns listade i Catalogue of Life.